# Etmajer
Etmajer (Ettmayer) – herb szlachecki.

## Opis herbu
Na tarczy czterodzielnej, w polach I i IV złotych – pół orła czarnego, w II i III czerwonym – trójkąt na opak srebrny z gwiazdą sześciopromienną czerwoną. W klejnocie I trzy pióra strusie między czarnymi złote, w II między czerwonymi srebrne. Labry z prawej strony czarne, podbite złotem, z lewej czerwone, podbite srebrem.

## Najwcześniejsze wzmianki
Nobilitacja z 1812, którą uzyskał Antoni Ettmayer, naczelnik galicyjskiej Izby Obrachunkowej, z tytułem "Edler" i predykatem "von Adelsburg". Otrzymał herb różniący się polami II i III, z 1 tylko klejnotem. Tenże w roku 1822 uzyskał szlachectwo II stopnia (tytuł "Ritter") z herbem jak w opisie.

## Herbowni
Ettmayer von Adelsburg